# Bombas para la paz
Bombas para la paz es una película cómica española estrenada en 1959, dirigida por Antonio Román y protagonizada por Fernando Fernán Gómez.
La película tiene dos partes claramente diferenciadas: la primera, ambientada en Madrid, se trata de una comedia romántica y la segunda, ambientada en París, es una sátira política.
La película ganó el Olivo de Oro del Festival de Cine de humor de Bordighera (Italia).

## Sinopsis
Don Carlos es un científico que descubre una sustancia que vuelve pacíficos a los seres más agresivos. Antes de morir le revela el secreto a su ayudante Alfredo y le encarga que la utilice para conseguir la paz en el mundo. Tras varias pruebas Alfredo viaja a París para lanzar la bomba de la paz en una conferencia donde estarán presentes los dirigentes de los países más poderosos del mundo.

## Reparto
- Fernando Fernán Gómez como	Alfredo
- Julia Martínez como Paquita
- Susana Campos como	Celia
- José Isbert como	Mauricio Dupont
- Antonio Riquelme como Loco
- Félix Fernández como Don Carlos
- José Ramón Giner como Sr. Eusebio
- Josefina Serratosa como Doña Rosario
- Manuel Guitián como Dr. Guitián, director del manicomio
- Manuel Alexandre como Novio citado a las 11
- Victoria Rodríguez como Novia citada a las 11
- Ángel Álvarez como Padre de la novia citada a las 11
- Marcelino Ornat
- Aníbal Vela como Director del banco
- Antero Villaescusa como Polito
- Luis Sánchez Polack como Espectador en el combate de lucha libre
- Francisco Bernal como Taxista
- Erasmo Pascual como Guía turístico
- Rafaela Aparicio como Madre del novio citado a las 11
- María Luisa Ponte como Madre en sacristía
- Mara Goyanes como	Hija en sacristía
- José Riesgo como Gendarme
- Jesús Puente como Mr. Thompson, Delegado estadounidense
- Antonio Armet como	Delegado británico
- Mariano Alcón como Delegado
- Emilio Santiago como Delegado hindú
- Agustín Povedano como Delegado soviético
- José Granja como Delegado
- Juan Cazalilla como Delegado francés
- José Cuenca como Delegado